# Presidentes del Club Nacional de Football

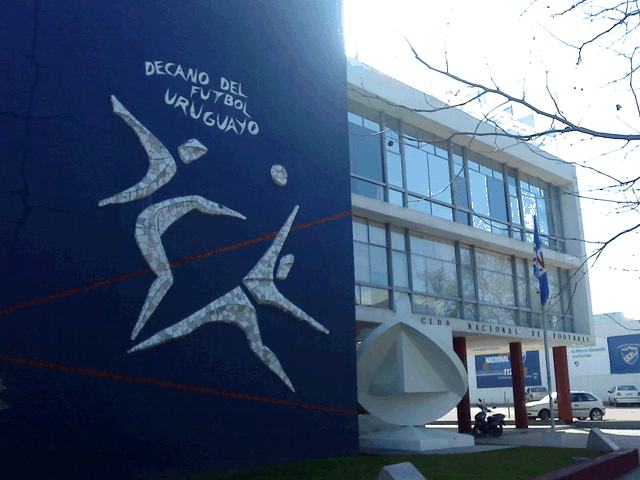
"El Palacio del Cristal" es la sede social y administrativa del Club Nacional de Football y está ubicado en el barrio La Blanqueada de Montevideo.

El Club Nacional de Football ha tenido 39 presidentes a lo largo de su historia. La mayoría de ellos han sido de nacionalidad uruguaya, pero también ha habido un presidente de nacionalidad argentina y dos españoles.
El primer presidente del club fue Sebastián Puppo, el presidente que ocupó el cargo durante un período más largo Miguel Restuccia (12 años, entre 1968 y 1979) y el que estuvo más años en total fue José María Delgado (15 años en total, divididos en dos etapas). El actual presidente del club es Ricardo Vairo, quien ocupa la 48.ª presidencia de Nacional, mandato que inició en diciembre de 2024.

## Elección de la directiva
Los presidentes, así como el resto de la comisión directiva del club que es formada por once integrantes, son elegidos por los socios del club habilitados a votar (mayores de 18 años, antigüedad de cinco años) mediante comicios realizados cada tres años. Todos los cargos, incluyendo la presidencia, son honorarios y sin retribución económica.

## Cronología de presidentes
A lo largo de su historia, el club ha tenido los siguientes presidentes:
| N.º | Presidente                | Período   | Notas |
| --- | ------------------------- | --------- | --- |
| 1   | Sebastián Puppo           | 1899      | Primer presidente. |
| 2   | Jorge A. Ballestero       | 1900      | |
| 3   | Bernardino Daglio         | 1901      | Único presidente argentino. |
| 4   | Carlos Carve Urioste      | 1902      | Nacional logra su primer triunfo internacional y el primer trofeo de su historia. |
| 5   | Domingo Prat              | 1903-1904 | Había sido el primer capitán del equipo. |
| 6   | Luis Laventure            | 1905      | Primer presidente que no fue socio fundador del club. |
| 7   | José María Reyes Lerena   | 1906-1907 | Obtuvo la Personería jurídica para el club el 2 de junio de 1906. |
|     | Domingo Prat              | 1908      | Segunda etapa. Primer presidente que repite. |
| 8   | Francisco Del Campo       | 1909      | |
|     | Domingo Prat              | 1910      | Tercera y última etapa como presidente. |
| 9   | José María Delgado        | 1911-1921 | Llamado el “Patriarca De Nacional”, democratizó el club en el cisma de 1911. Se conquistan los campeonatos de 1912, 1915, 1916, 1917, 1919 y 1920, la Triple Corona (1915) y la primera Copa Uruguaya en Propiedad. |
| 10  | Rodolfo Bermúdez          | 1922-1923 | |
| 11  | Numa Pesquera             | 1923-1925 | Presidió la embajada en la gira del año 1925 por Europa. |
| 12  | Ramón Pedro Díaz          | 1926      | |
| 13  | Óscar Bottini             | 1927      | |
| 14  | Melitón Romero            | 1928      | Como futbolista, fue el autor del primer gol de la historia del club, en 1899. |
|     | José María Delgado        | 1929-1932 | |
|     | Rodolfo Bermúdez          | 1933      | |
| 15  | Atilio Narancio           | 1934-1935 | Llamado "El padre de la victoria" por la gesta de Colombes 1924. |
|     | José María Reyes Lerena   | 1936      | |
| 16  | Aníbal Zapicán Falco      | 1937      | El 14 de julio de 1937, Nacional compró el viejo e histórico Gran Parque Central en la suma de $150.000. |
| 17  | Raúl Blengio Salvo        | 1938      | |
|     | Atilio Narancio           | 1939      | |
| 18  | Rodolfo Gorriti           | 1940-1945 | Se conquista el Quinquenio de Oro. Se construye e inaugura en el año 1944 bajo su mandato el estadio de cemento para el Gran Parque Central.                                                                        |
| 19  | Roberto Espil             | 1946-1949 | |
| 20  | Gregorio Baldizán         | 1950-1951 | |
| 21  | Santiago de Brum Carbajal | 1952-1953 | |
| 22  | Manuel González           | 1953      | Vicepresidente, asume por la renuncia de De Brum. |
|     | Roberto Espil             | 1954      | |
| 23  | José Añón                 | 1955-1961 | Tricampeonato uruguayo (1955-56-57). Inaugura la actual sede de Nacional. |
| 24  | Eduardo Pons Echeverry    | 1962-1967 | |
| 25  | Miguel Restuccia          | 1968-1979 | Presidente con período más largo de tiempo consecutivo (12 años). Nacional campeón de América y del Mundo por primera vez (1971). Además, obtiene la Copa Interamericana y 5 campeonatos uruguayos.                 |
| 26  | Justo Alonso Leguísamo    | 1979-1980 | Vicepresidente, asume cuando Restuccia es encarcelado por la dictadura militar. |
| 27  | Dante Iocco               | 1980-1982 | Nacional campeón de América y del Mundo por segunda vez (1980). |
| 28  | Rodolfo Sienra Roosen     | 1983-1985 | |
| 29  | Mario Garbarino           | 1986-1988 | Nacional campeón de América y del Mundo por tercera vez (1988). |
| 30  | Roberto Recalt            | 1989-1991 | Obtiene la Copa Interamericana y la Recopa. |
| 31  | Ceferino Rodríguez        | 1992-1997 | |
|     | Dante Iocco               | 1998-2000 | Segunda y última presidencia. Centenario del club. |
| 32  | Eduardo Ache              | 2001-2006 | Tricampeón uruguayo (2000-2001-2002). Nacional reinaugura y regresa al Parque Central (2005). |
| 33  | Víctor Della Valle        | 2006      | Vicepresidente, asume tras renuncia de Ache. |
| 34  | Ricardo Alarcón           | 2007-2012 | |
|     | Eduardo Ache              | 2013-2015 | |
| 35  | José Luis Rodríguez       | 2016-2018 | |
| 36  | José Decurnex             | 2019-2021 | |
| 37  | Jose Fuentes              | 2022-2023 | Fallece en el cargo. |
| 38  | Alejandro Balbi           | 2023-2024 | Vicepresidente. Asume tras la muerte de José Fuentes. |
| 39  | Ricardo Vairo             | 2025-     | |

### El primer presidente
La primera comisión directiva fue fijada el 14 de mayo de 1899, día mismo de la fundación de Nacional, en la propia casa de los Caprario, y fue fijada por sorteo entre los dos capitanes de los dos equipos que se juntaban para fundar este nuevo club: Domingo Prat (Uruguay Athletic) y Sebastián Puppo (Montevideo FC). El ganador del sorteo fue Domingo Prat, y de esta forma se convirtió en el primer capitán del equipo. En esa época era más importante el cargo de capitán del equipo, porque sus funciones eran entre otras: elegir las alineaciones del equipo, acordar partidos, hacer cumplir las resoluciones de la Directiva y aplicar sanciones a los jugadores los días de partido. Fue así como el perdedor del sorteo, Sebastián Puppo, se convirtió en el primer presidente del Club Nacional de Football.